# Corpul IV Armată (1916-1918)
Corpul IV Armată a fost o mare unitate de nivel operativ care s-a constituit la 1/13 ianuarie 1917, prin înglobarea marilor unități care au aparținut de Corpului IV Armată în timp de pace. La declararea mobilizării, la 14/27 august 1916, Corpul IV Armată s-a transformat în Armata de Nord, comandată de generalul de divizie Constantin Prezan. În acest fel, în campania anului 1916 nu a mai existat o mare unitate cu acest nume. După desființarea Armatei de Nord la sfârșitul lunii decembrie 1916, Marele Cartier General a decis refacerea Corpului IV Armată și introducerea acestuia în organica Armatei 2. Corpul VI Armată a participat la acțiunile militare pe frontul românesc, pe toată perioada rămasă până la sfârșitul războiului, la 28 octombrie/11 noiembrie 1918. 

### Campania anului 1917

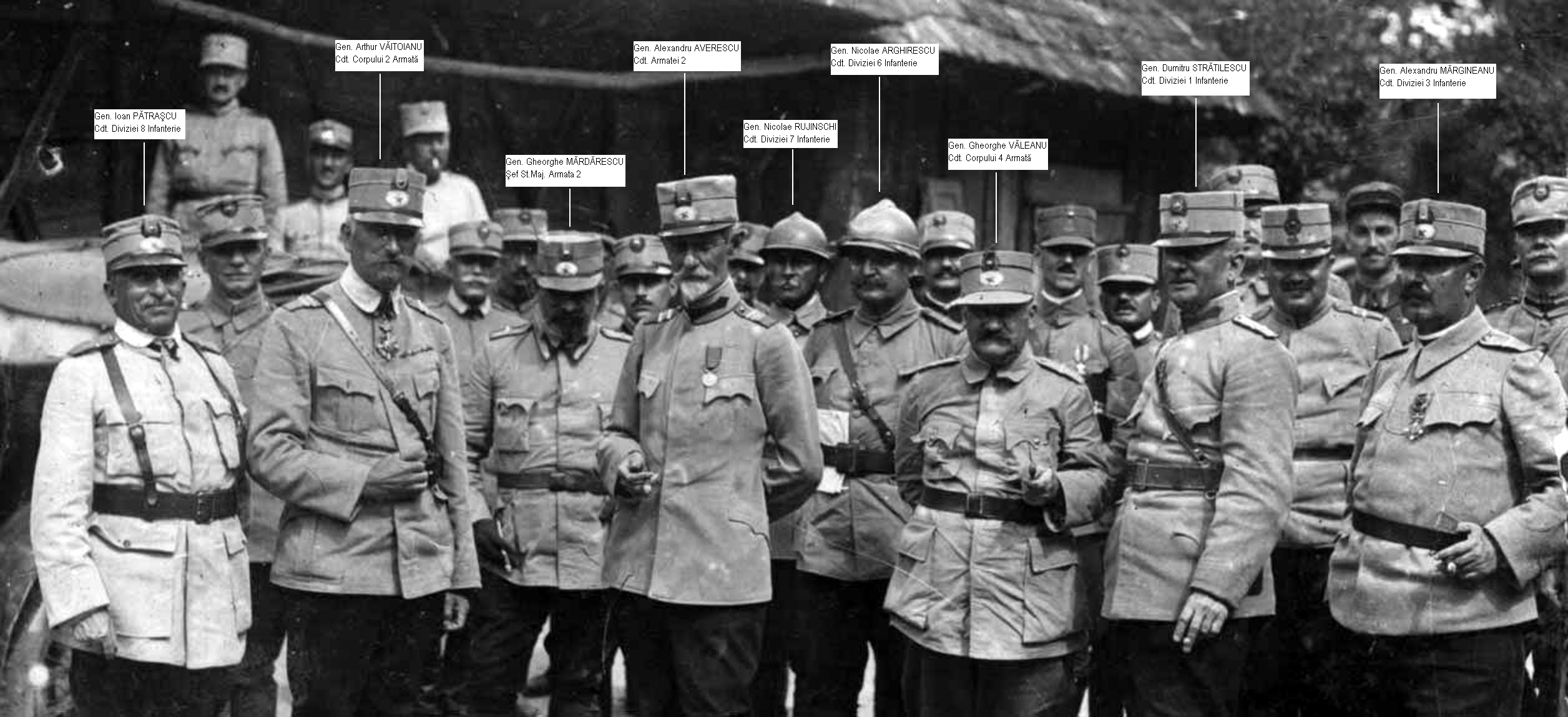
Generalii din Armata 2 (1917)

## Constituirea și reorganizări pe perioada războiului

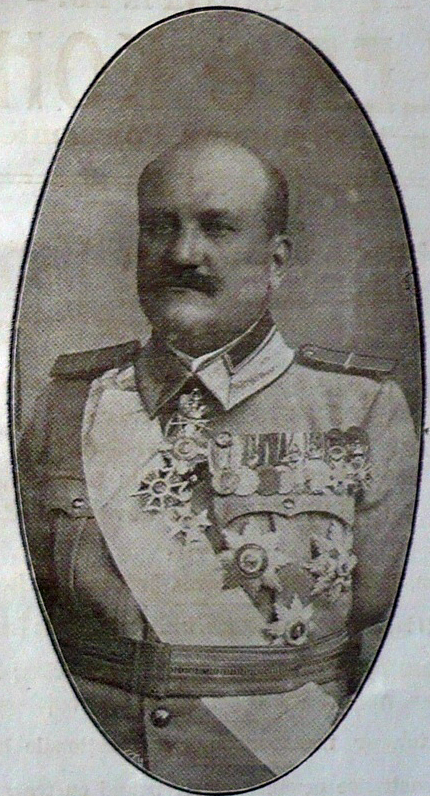
Generalul Gheorghe Văleanu, comandantul Corpului IV Armată în Bătălia de la Mărăşti

În anul 1917, Corpul IV Armată s-a reorganizat chiar pe front în cadrul dispozitivului de luptă al Armatei 2. Ordinea sa de bătaie era următoarea:

Corpul IV Armată
- Cartierul General al Corpului IV Armată
- Divizia 6 Infanterie

- Regimentul 7 Vânători
- Brigada 11 Infanterie

- Regimentul 10 Infanterie
- Regimentul 24 Infanterie

- Brigada 12 Infanterie

- Regimentul 11 Infanterie
- Regimentul 12 Infanterie

- Brigada 6 Artilerie

- Regimentul 11 Artilerie
- Regimentul 16 Obuziere

- Compania divizionară de mitraliere
- Divizionul de cavalerie
- Batalionul 6 Pionieri

- Divizia 7 Infanterie

- Regimentul 4 Vânători
- Brigada 13 Infanterie

- Regimentul 15 Infanterie
- Regimentul 27 Infanterie

- Brigada 14 Infanterie

- Regimentul 14 Infanterie
- Regimentul 16 Infanterie

- Brigada 7 Artilerie

- Regimentul 7 Artilerie
- Regimentul 8 Obuziere

- Compania divizionară de mitraliere
- Divizionul de cavalerie
- Batalionul 7 Pionieri

- Divizia 8 Infanterie

- Regimentul 8 Vânători
- Brigada 15 Infanterie

- Regimentul 13 Infanterie
- Regimentul 25 Infanterie

- Brigada 16 Infanterie

- Regimentul 29 Infanterie
- Regimentul 37 Infanterie

- Brigada 8 Artilerie

- Regimentul 12 Artilerie
- Regimentul 17 Obuziere

- Compania divizionară de mitraliere
- Divizionul de cavalerie
- Batalionul 8 Pionieri

## Comandanți
Pe perioada desfășurării Primului Război Mondial, Corpul IV Armată a avut următorii comandanți:
| Gradul             | Numele              | Perioada                             | Imagine |
| ------------------ | ------------------- | ------------------------------------ | ------- |
| General de divizie | Eremia Grigorescu   | 1 ianuarie 1917 - 11 iunie 1917      |         |
| General de brigadă | Gheorghe Văleanu    | 11 iunie 1917 - 1 august 1917        |         |
| General de divizie | Arthur Văitoianu    | 1 august 1917 - 30 decembrie 1917    |         |
| General de divizie | Dumitru Stratilescu | 30 decembrie 1917 - 3 februarie 1918 |         |
| General de divizie | Ioan Pătrașcu       | 3 februarie 1918 - 21 mai 1918       |         |
| General de divizie | Nicolae Petala      | 21 mai 1918 - 12 iulie 1919          |         |